# Parlament del Kurdistan
El Parlament del Kurdistan (kurd: پەرلەمانی كوردستان) és el parlament del Govern Regional del Kurdistan, al Kurdistan del Sud. El Parlament del Kurdistan està format per representants de diferents partits, candidatures que són elegits cada quatre anys pels habitants pels territoris administrats actualment pel Govern Regional del Kurdistan. Abans de la nova Llei Electoral del Kurdistan aprovada el març de 2009, el parlament es coneixia amb el nom d'Assemblea Nacional del Kurdistan.